# Ornithopus sativus
Ornithopus sativus là một loài thực vật có hoa trong họ Đậu. Loài này được Brot. miêu tả khoa học đầu tiên.

## Hình ảnh

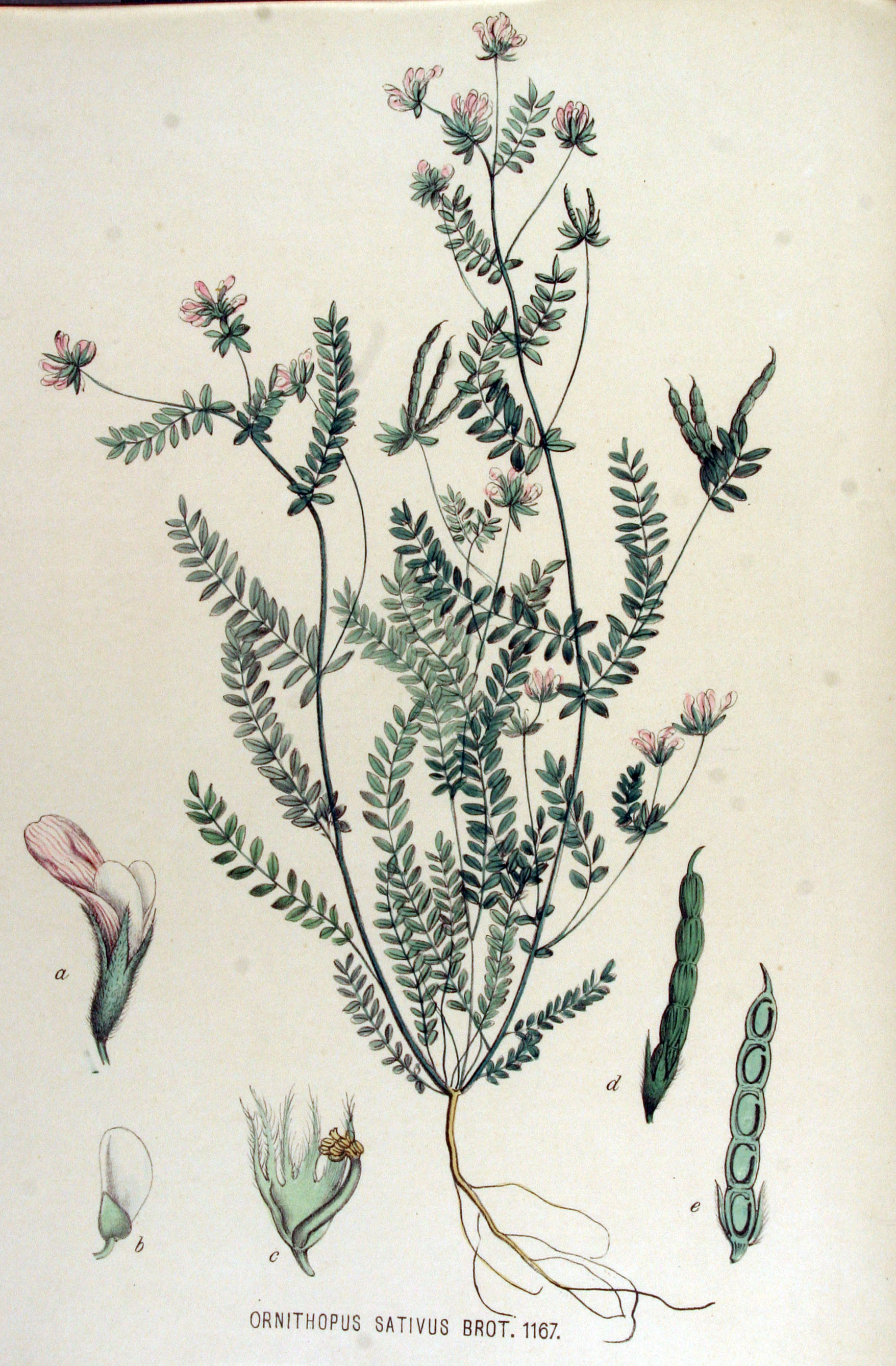
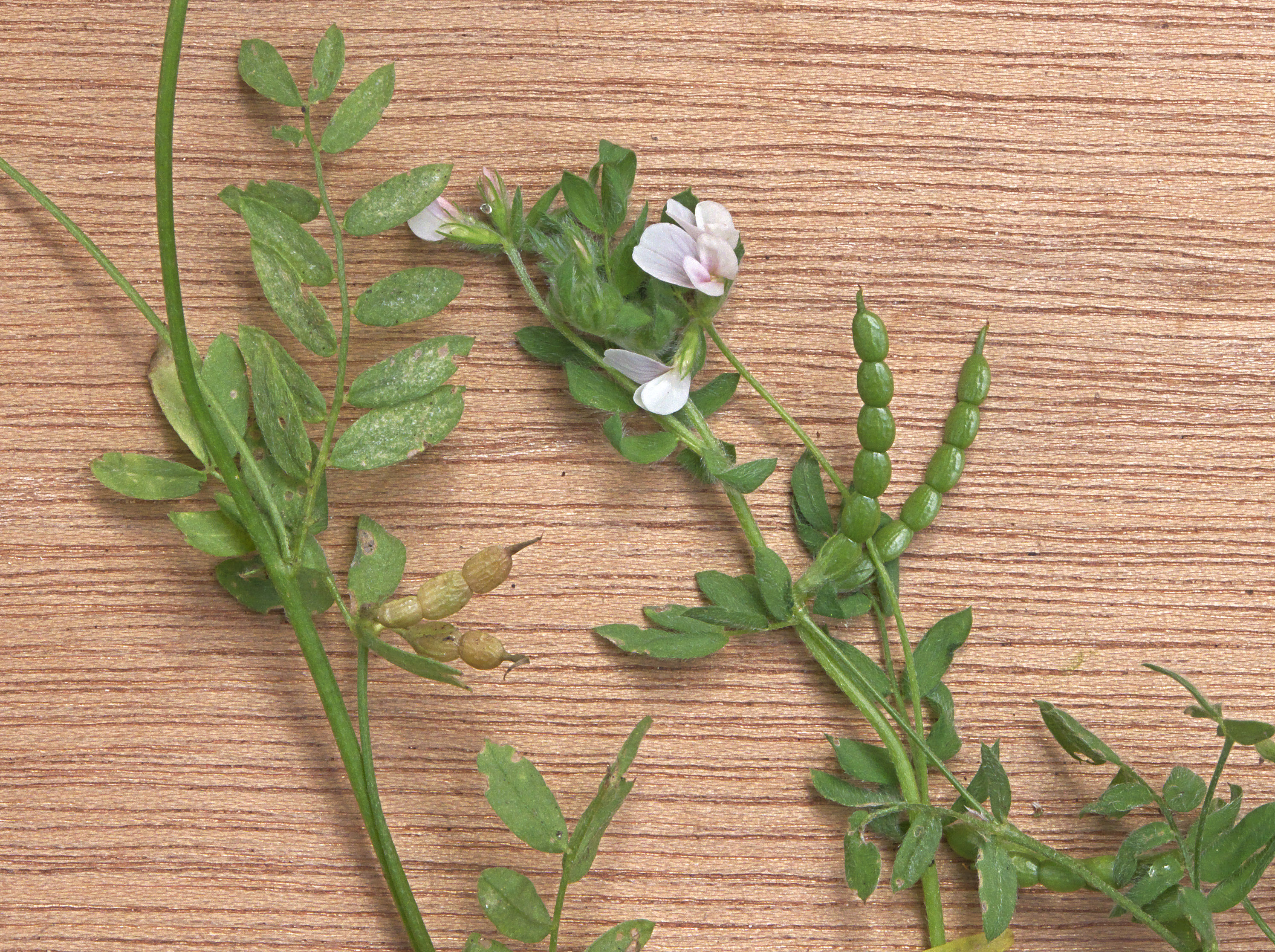
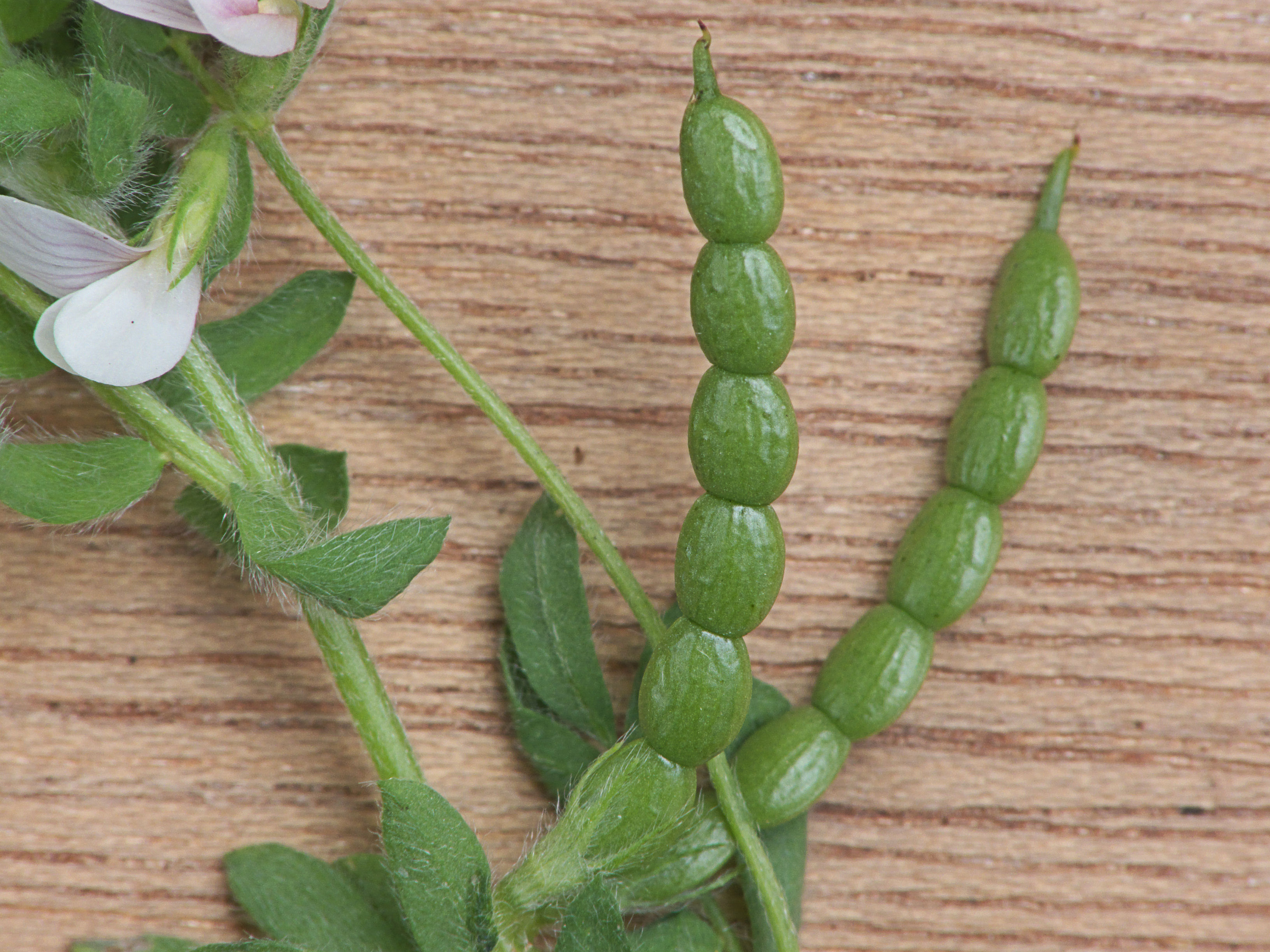
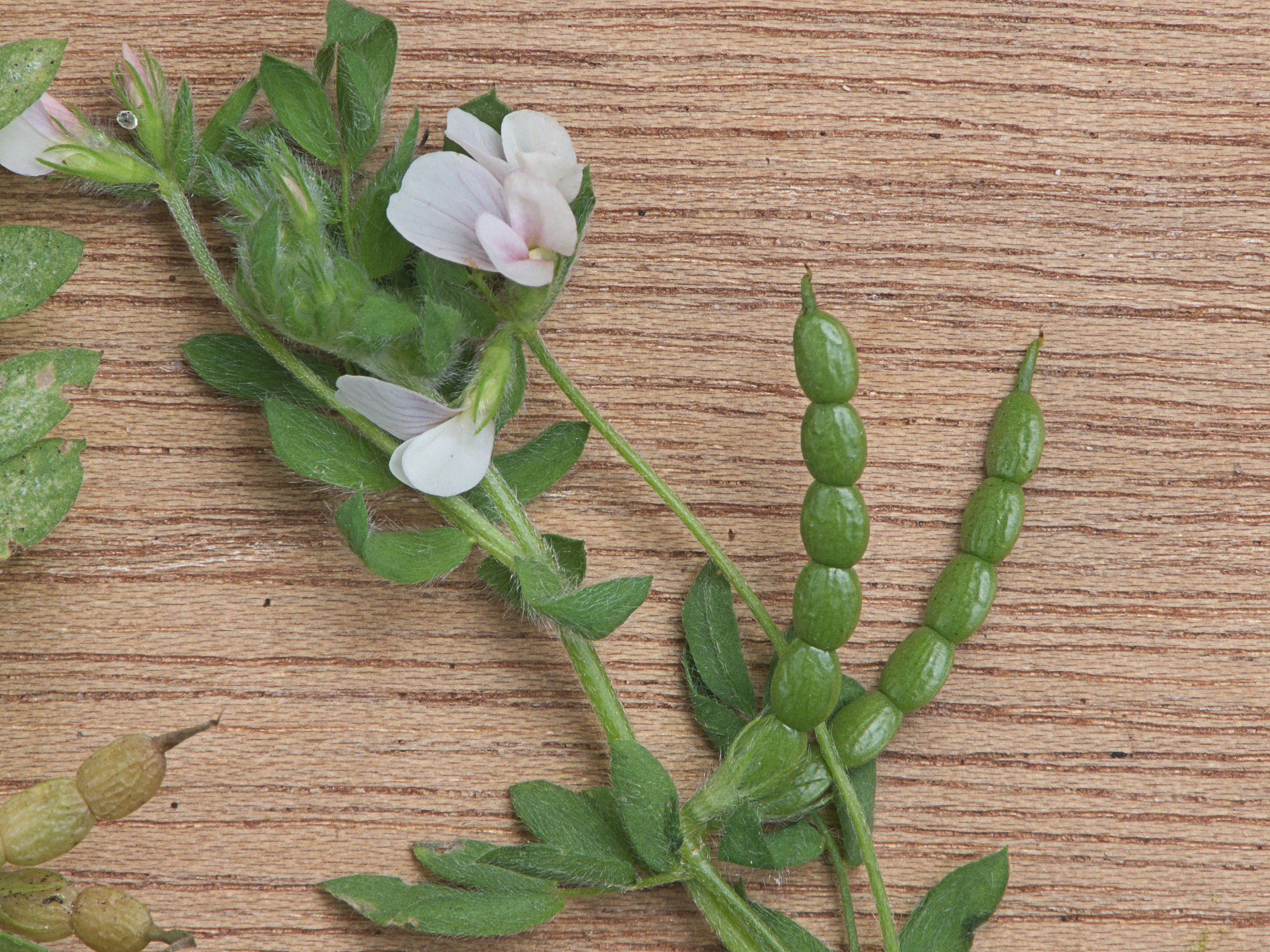